# Perly-Certoux
Perly-Certoux là một đô thị của bang Geneva ở Thụy Sĩ. Đô thị này giáp Pháp.